# Juan María Uribezubia
Juan María Uribezubía Velar, conocido como Katarra, (Elorrio, 4 de abril de 1940 - Durango, 14 de julio de 2018) fue un ciclista profesional español.
Su primo José Luis Uribezubia, también fue ciclista profesional.

## Palmarés
1961
- Volta a Cataluña 1 etapa.
- Trofeo Baracchi, Bérgamo. Italia. 10 puesto. Crono a dúo junto con Valentín Uriona.
- Vuelta a Gran Bretaña 2. en la Clasificación general

https://sites.google.com/view/juanmarauribezubiavelar/profesionala-1961-1969/s-d-funcor/1961/tour-of-britain-milk-race
1964
1.  Tour de Francia, 3.ª etapa b.  Contra reloj por equipos. Forest-Forest.https://www.abc.es/archivo/periodicos/abc-sevilla-19640625-56.html
1965
- Vuelta a La Rioja Ganador.
- Tour du Saint-Laurent, Canadá, 3 etapas

1966
- Vuelta a Mallorca, Ganador.
- XVI Trofeo Sánchez Huergo

1969
- 1 etapa de la Volta a Cataluña
- Metas Volantes Vuelta España

## Resultados

### Grandes Vueltas y Campeonatos del Mundo
Durante su carrera deportiva ha conseguido los siguientes puestos en las Grandes Vueltas y en los Campeonatos del Mundo en carretera:
| Carrera         | 1961 | 1962 | 1963 | 1964 | 1965 | 1966 | 1967 | 1968 | 1969 |
| --------------- | ---- | ---- | ---- | ---- | ---- | ---- | ---- | ---- | ---- |
| Giro de Italia  | -    | -    | -    | -    | -    | -    | -    | -    | -    |
| Tour de Francia | -    | -    | -    | 41.º | -    | -    | -    | -    | -    |
| Vuelta a España | -    | -    | -    | Ab.  | -    | 20º  | -    | 28º  | 20º  |
| Mundial en Ruta | -    | -    | -    | -    | -    | -    | -    | -    | -    |

## Equipos
- Funcor-Munguia (1961-1962)
- Pinturas Ega (1963)
- Inuri (1964)
- Kas-Kaskol (1965-1967)
- Karpy (1968-1970)